# 洪山寺
洪山寺坐落在中国湖南省长沙市开福区洪山街道麓峰山，是一座汉传佛教临济宗寺院。

## 沿革
根据清朝同治年间《长沙县志·卷三十一》记载，洪山寺是由明朝周姓地主建立，后来百姓集资重修改名“麓峰寺”。:236长沙民间传说洪山寺主要祭祀“欧阳福主”洪老龙王。:236
清朝太平天国年间，洪秀全率领太平军路过长沙，看到前殿匾额的“敕封”。:239洪秀全命令手下拆毁了前殿以及山门，手下看到匾额上有“洪”字，洪秀全又命令手下重修庙宇。:239洪山寺的后殿是长沙知府饶东芳捐建。:240
1949年中华人民共和国建立之后，政府大兴破除迷信之风，洪山寺的神像、庙宇遭到拆毁，只留下几间房屋当做学生的教室使用。:2411964年，整个洪山寺全部毁坏。:2411992年，当地群众决心重建洪山寺，取得当地政府批准。:2421993年8月，洪山寺重建完成。:242

## 伽蓝
山门、天王殿、大雄宝殿、佛光塔、地藏殿、卧佛殿、客堂、念佛堂、僧舍等。

## 主要僧人
- 主持：增慧法师

## 周边
- 捞刀河
- 长沙大学